# Haematomma caesium
Haematomma caesium är en lavart som beskrevs av Coppins & P. James. Haematomma caesium ingår i släktet Haematomma och familjen Haematommataceae.   Inga underarter finns listade i Catalogue of Life.